# Franz Möse
Franz Möse (25. května 1854 Bílý Kostel nad Nisou – ???) byl rakouský a český rolník a politik německé národnosti, na přelomu 19. a 20. století poslanec Českého zemského sněmu.

## Biografie
Vychodil obecnou školu v rodném Bílém Kostele, pak se v rodné obci věnoval správě zemědělského hospodářství. Od roku 1883 zasedal v obecním zastupitelstvu.
Koncem století se zapojil do zemské politiky. Ve volbách v roce 1895 byl zvolen v kurii venkovských obcí (volební obvod venkovských obcí) do Českého zemského sněmu. Zvolen byl jako nezávislý kandidát, pak působil v klubu německých liberálů (Německá pokroková strana). Mandát obhájil v tomto obvodu i ve volbách v roce 1901. Nyní se již uváděl jako německý nacionál (Německá lidová strana). V roce 1908 se ovšem jako končící poslanec uvádí coby člen Německé agrární strany.
Roku 1909 působil jako náměstek okresního starosty v Chrastavě. V roce 1911 je uváděn coby starosta Bílého Kostela. Veřejně aktivní byl i za Československé republiky. Zemřel někdy před prosincem 1925.